# Halowe Mistrzostwa Europy w Lekkoatletyce 2017 – pchnięcie kulą kobiet
Pchnięcie kulą kobiet – jedna z konkurencji rozgrywanych podczas halowych lekkoatletycznych mistrzostw Europy w hali Kombank Arena w Belgradzie. Tytułu z poprzednich mistrzostw broniła Węgierka Anita Márton.

## Rekordy
| Rekord świata                        | Helena Fibingerová | 22,50 | Jablonec, Czechosłowacja     | 19 lutego 1977(dts)   |
| Rekord Europy                        | Helena Fibingerová | 22,50 | Jablonec, Czechosłowacja     | 19 lutego 1977(dts)   |
| Rekord mistrzostw Europy             | Helena Fibingerová | 21,46 | San Sebastián, Hiszpania     | 13 marca 1977(dts)    |
| Najlepszy wynik na świecie w sezonie | Raven Saunders     | 19,10 | Nashville, Stany Zjednoczone | 14 stycznia 2017(dts) |
| Najlepszy wynik w Europie w sezonie  | Anita Márton       | 18,97 | Nashville, Stany Zjednoczone | 24 lutego 2017(dts)   |

## Terminarz
| Data    | Godzina |            |
| ------- | ------- | ---------- |
| 3 marca | 10:50   | Eliminacje |
| 3 marca | 17:35   | Finał      |

## Rezultaty
| NR – rekord kraju \| WL – najlepszy tegoroczny wynik na listach światowych |
| SB – najlepszy wynik w sezonie \| PB – rekord życiowy                      |

### Eliminacje
Do eliminacji zgłoszono 21 kulomiotek. Aby awansować do finału – w którym startuje co najmniej ósemka zawodników – należało pchnąć co najmniej 17,80 m. W przypadku, gdyby rezultat ten osiągnęła mniejsza liczba kulomiotek, kryterium awansu były najlepsze wyniki uzyskane przez startujących (q).
| Poz. | Zawodniczka            | Reprezentacja   | #1    | #2    | #3    | Rezultat | Uwagi |
| ---- | ---------------------- | --------------- | ----- | ----- | ----- | -------- | ----- |
| 1.   | Anita Márton           | Węgry           | 17,66 | 17,67 | 18,44 | 18,44    | Q     |
| 2.   | Alona Dubicka          | Białoruś        | 17,38 | 18,13 | 00 !  | 18,13    | Q,    |
| 3.   | Claudine Vita          | Niemcy          | 16,16 | 17,83 | 00 !  | 17,83    | Q,    |
| 4.   | Julija Leanciuk        | Białoruś        | 17,81 | 00 !  | 00 !  | 17,81    | Q     |
| 5.   | Fanny Roos             | Szwecja         | 17,44 | 17,69 | 17,76 | 17,76    | Q     |
| 6.   | Jessica Cérival        | Francja         | x     | 17,24 | 17,76 | 17,76    | Q,    |
| 7.   | Radosława Mawrodiewa   | Bułgaria        | 17,33 | 16,47 | 17,70 | 16,70    | Q     |
| 8.   | Paulina Guba           | Polska          | x     | 17,30 | 17,62 | 17,62    | q     |
| 9.   | Austra Skujytė         | Litwa           | 16,98 | 16,57 | 17,37 | 17,37    | SB    |
| 10.  | Rachel Wallader        | Wielka Brytania | 17,20 | 16,59 | 17,35 | 17,35    |       |
| 11.  | Wiktoryja Kołb         | Białoruś        | 16,99 | 17,22 | 16,87 | 17,22    |       |
| 12.  | Melissa Boekelman      | Holandia        | 17,19 | 17,02 | 16,97 | 17,19    |       |
| 13.  | Emel Dereli            | Turcja          | 17,10 | 16,99 | 16,75 | 17,10    |       |
| 14.  | Alina Kenzel           | Niemcy          | 16,97 | 16,86 | x     | 16,97    |       |
| 15.  | Dimitriana Surdu       | Mołdawia        | x     | 16,78 | x     | 16,78    |       |
| 16.  | Kätlin Piirimäe        | Estonia         | 14,91 | 16,02 | 16,29 | 16,29    | SB    |
| 17.  | Agnieszka Maluśkiewicz | Polska          | 16,15 | x     | x     | 16,15    |       |
| 17.  | Úrsula Ruiz            | Hiszpania       | x     | x     | 16,15 | 16,15    |       |
| 19.  | Olha Hołodna           | Ukraina         | x     | 16,06 | x     | 16,06    |       |
| 20.  | Giedrė Kupstytė        | Litwa           | x     | 15,34 | 16,00 | 16,00    |       |
| 21.  | Lenuța Burueana        | Rumunia         | 15,17 | x     | 15,45 | 15,45    |       |

### Finał
| Poz. | Zawodniczka          | Reprezentacja | #1    | #2    | #3    | #4    | #5    | #6    | Rezultat | Uwagi |
| ---- | -------------------- | ------------- | ----- | ----- | ----- | ----- | ----- | ----- | -------- | ----- |
| 01 ! | Anita Márton         | Węgry         | 18,67 | 18,96 | 19,24 | x     | 18,46 | 19,28 | 19,28    | WL    |
| 02 ! | Radosława Mawrodiewa | Bułgaria      | 17,96 | 17,82 | 18,36 | x     | 18,16 | 18,08 | 18,36    | PB    |
| 03 ! | Julija Leanciuk      | Białoruś      | 17,66 | 17,94 | 18,32 | 17,90 | 18,08 | 17,93 | 18,32    |       |
| 4.   | Fanny Roos           | Szwecja       | 17,54 | 17,88 | 18,13 | 17,57 | 17,71 | 17,73 | 18,13    | =     |
| 5.   | Claudine Vita        | Niemcy        | 18,09 | 17,68 | 17,98 | 18,01 | 17,69 | 17,55 | 18,09    | PB    |
| 6.   | Paulina Guba         | Polska        | 17,55 | 17,85 | 18,00 | x     | x     | x     | 18,00    | SB    |
| 7.   | Alona Dubicka        | Białoruś      | x     | 17,85 | 17,76 | x     | 17,81 | x     | 17,85    |       |
| 8.   | Jessica Cérival      | Francja       | 16,25 | 16,52 | 16,84 | x     | x     | x     | 16,84    |       |